# Plagodis serinaria
Plagodis serinaria är en fjärilsart som beskrevs av Herrich-Schäffer 1855. Plagodis serinaria ingår i släktet Plagodis och familjen mätare. Inga underarter finns listade i Catalogue of Life.